# Bernhard Johannes

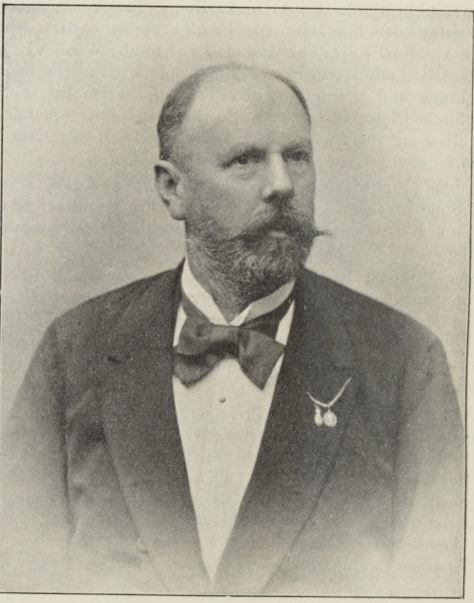
Bernhard Johannes

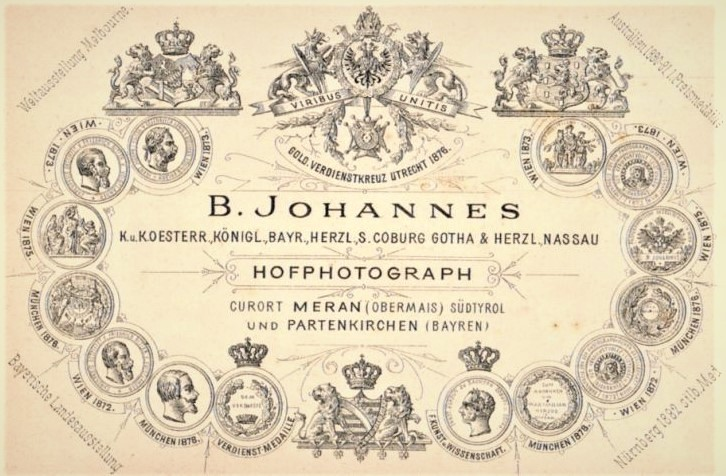
Rückseite einer Fotografie Bernhard Johannes’ von ca. 1890 im Kabinettformat

Bernhard Johannes (* 1846 in München; † 17. Januar 1899 in Meran) war ein Pionier der Alpenfotografie.

## Leben
Johannes machte seine Ausbildung im Atelier Albert in München. 1870 erstellte er eine Fotodokumentation von der Besteigung der Zugspitze. 1878 ließ er sich in Partenkirchen  nieder, 1883 ging er nach Meran und bezog 1884 die inzwischen denkmalgeschützte Villa Johannes als Wohnung und „Atelier für Portraitphotographie“. 1898 wurde ihm der Titel k.k. Hof-Photograph verliehen.
Nach seinem frühen Tod führte seine Witwe Berta die Firma weiter.
1980 wurde eine Straße in Meran nach ihm benannt.